# Tmarus pulchripes
Tmarus pulchripes är en spindelart som beskrevs av Tord Tamerlan Teodor Thorell 1894. Tmarus pulchripes ingår i släktet Tmarus och familjen krabbspindlar.
Artens utbredningsområde är Singapore. Inga underarter finns listade i Catalogue of Life.